# Hôtel Frascaty
L'hôtel Frascaty est un hôtel particulier situé à Castres, dans le Tarn, en région Occitanie.

## Description
L'hôtel Frascaty est construit sous la Régence, à partir de 1715 par Gauthier de Boisset, receveur du grenier à sel. Il a appartenu a Louis Auguste de Bourbon, marquis de Malauze décédé en sa maison de Frescaty le 22 décembre 1741. L'hotel de Bourbon-Malauze est racheté en 1753 par Pierre de Thomas de Labarthe, celui-ci est seigneur de Cuq-Toulza et de Roquevidal et lui succédera son fils Claude de Thomas de Labarthe, maréchal  de camp du roy (1780), gouverneur de Castres entre 1767 et 1790, décédé en 1793. Sa fille épouse le général Joseph d'Hargenvilliers.
L'édifice sert de 1791 à 1802 d'archives municipales pour la ville. Le maréchal d'Empire Jean-de-Dieu Soult établit son quartier général en ces lieux en 1814, vers la fin du Premier Empire.
À partir de juillet 1864, l'hôtel accueille une congrégation de l'ordre du Carmel, dont le Carmel de Castres a été fondé le 1er mars de la même année. L'hôtel est fortement restauré en 1951 et 1979. En 2012, le Carmel de Castres disparait, et l'hôtel est aujourd'hui en vente. Il est parfois ouvert à la visite à l'occasion des journées du Patrimoine.
La fontaine présente dans la cour intérieure de l'hôtel Frascaty est inscrite aux monuments historiques par arrêté du 11 décembre 1948.

## Le jardin public Frascaty
Lorsque les fossés de fortifications de la ville sont comblés à la fin du XVIIIe siècle, le boulevard des Lices est tracé. Apparait ainsi un triangle entre ce boulevard, l'hôtel Beaudecourt et l'hôtel Frascaty, triangle qui sera aménagé en bosquet d'une centaine d'ormeaux, nommé "Les Ormeaux de la Porte Neuve", en honneur de l'ancienne entrée fortifiée nommée porte Neuve. Cependant, ce lieu sera remplacé par un jardin public en 1865, agrémentée d'une pièce d'eau, ainsi que d'une statue de Jeanne d'Arc. Le nouveau parc et l'hôtel particulier prendront le nom de "Frascaty", car les jardins sont inspirés de la ville italienne du nom de Frascati.

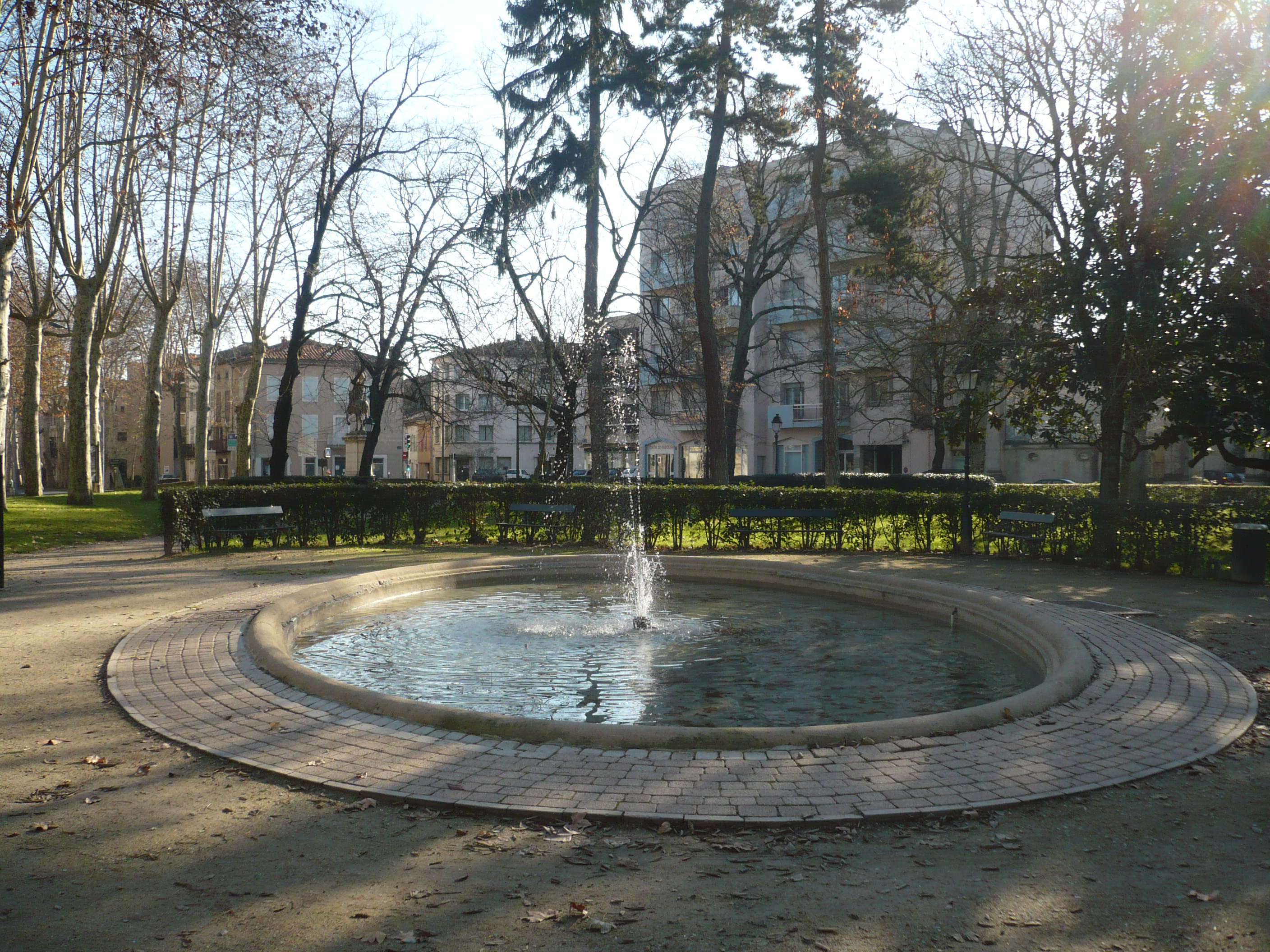
La fontaine du jardin Frascaty
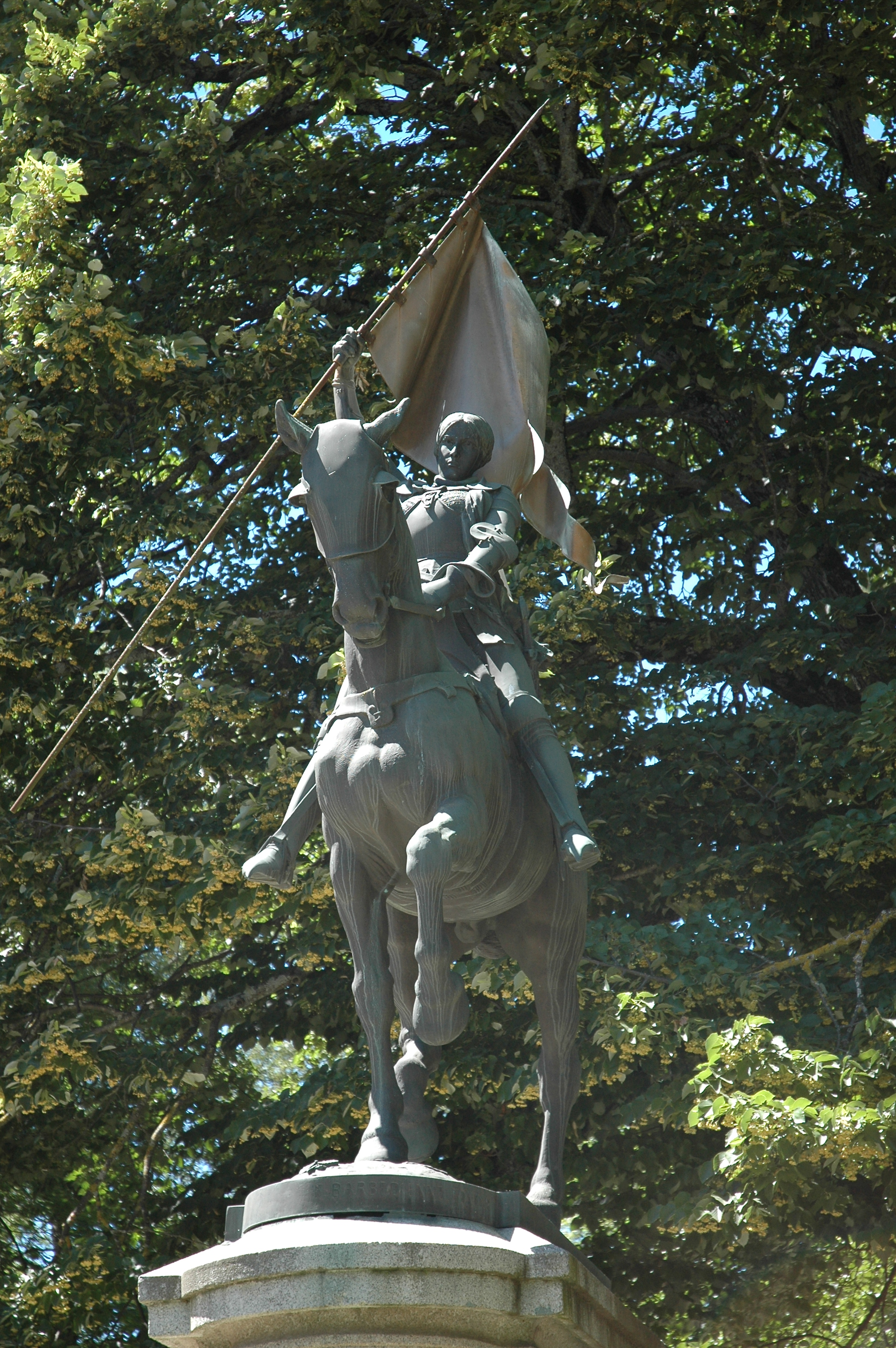
La statue équestre de Jeanne d'Arc